# Coacăză

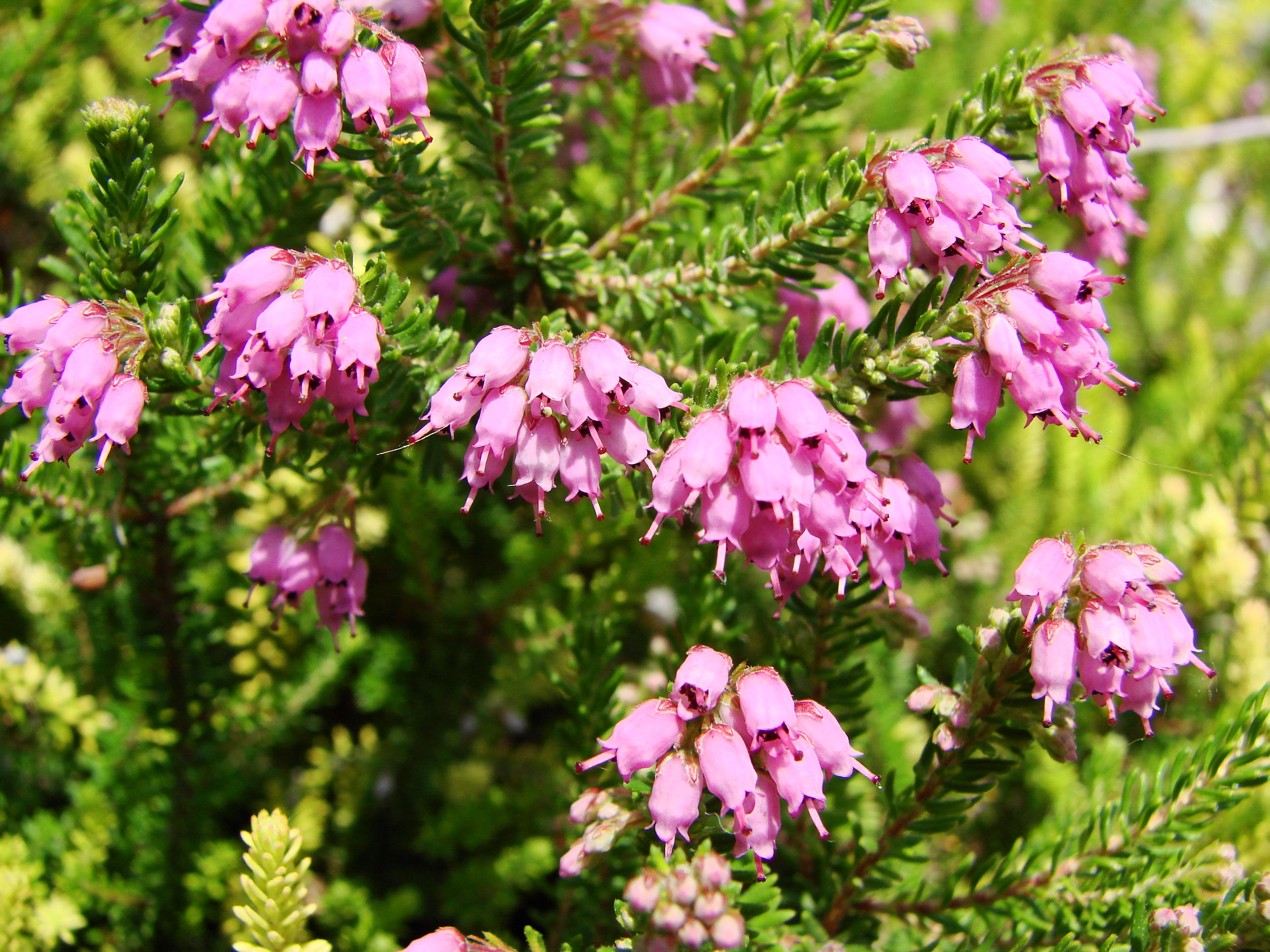
Coacăză

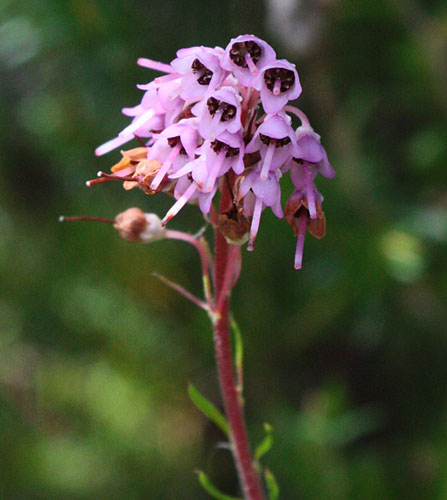
Bruckenthalia spiculifolia

Coacăza (Bruckenthalia spiculifolia - Rchb. 1831) este o plantă lemnoasă din familia Ericaceae.

## Descriere
Este o plantă scundă, de 100-200 mm, cu tulpini subțiri foarte ramificate și des acoperite cu multe frunze mici, ca niște ace. Cresc câte 3-5 frunze la același nivel.
Florile sunt mici, roz sau roșii și au un parfum dulce plăcut. Sunt așezate ca spicele la vârful tulpinii. Florile au o corolă ca un clopoțel cu patru dinți pe margine, din mijlocul căreia iese afară un stil lung.

## Răspândire
În România crește prin locurile ierboase, deschise, însorite în regiunile inferioare din munții Carpați și Apuseni. De obicei crește în pâlcuri pe solurile sărace.

## Sinonime
- Erica spiculifolia - Salisb.